# Requin bleu
Prionace glauca, Prionace · Peau bleue
Genre
Espèce
Répartition géographique
Statut de conservation UICN

 NT  : Quasi menacé
Le Requin bleu (Prionace glauca), dénommé également Peau bleue et unique représentant du genre Prionace, est une espèce de requins pélagiques très présente dans les océans tempérés à tropicaux de 350 mètres de profondeur à la surface (néanmoins, un requin bleu a été observé à 750 m de profondeur dans les eaux angolaises). Ce requin est caractérisé par sa forme très effilée et par la teinte bleue de la partie supérieure de son corps. Sa taille maximale est de l'ordre de 4 m.

## Habitat
Le Requin bleu habite tous les océans et mers du monde dans des latitudes comprises entre 66° Nord à 55° Sud. Ce requin est pélagique mais peut occasionnellement rester à proximité de la ceinture continentale. De jeunes requins bleu sont parfois observés près des côtes. Il préfère les eaux entre 7 °C et 16 °C mais supporte bien les eaux légèrement au-dessus de 20 °C.

## Biologie et écologie

### Reproduction
Le Requin bleu est vivipare avec un placenta vitellin. La maturité sexuelle est atteinte vers 4-5 ans chez les mâles et vers 5-8 ans chez les femelles. La gestation dure de neuf à douze mois et la femelle donne naissance de 4 à 135 petits par portée (25 à 35 en moyenne). Durant la parade nuptiale, le mâle mord la femelle. La femelle développe donc une peau trois fois plus épaisse.La longévité du Requin bleu est de 28 ans.

### Alimentation

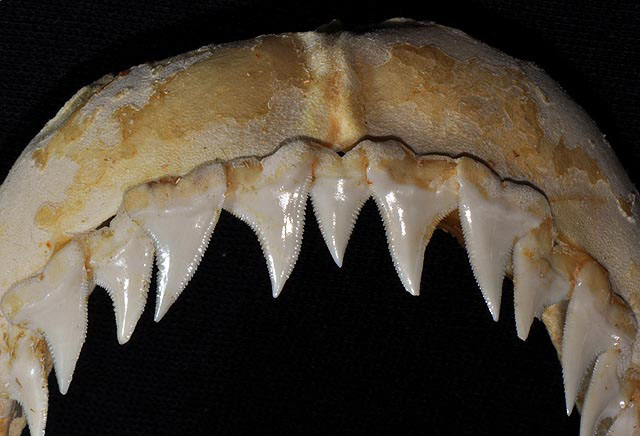
Dents de la mâchoire supérieure

Le Requin bleu se nourrit de calmars, de seiches, de pieuvres, de poissons (thons, morues…), de petits requins, de crustacés (crabes, homards, crevettes…), de charognes et plus exceptionnellement d'otaries. Des morceaux de marsouins et de baleines ont été récupérés dans l'estomac de spécimens capturés. Ses dents triangulaires lui servent à attraper facilement les proies glissantes. Certains requins bleus se rassemblent pour regrouper des proies.

### Comportement
Solitaire, mais pouvant se regrouper temporairement en banc de même sexe, le Requin bleu d'Atlantique effectue une migration annuelle des Caraïbes vers les côtes d'Amérique du Nord puis vers l'Europe et enfin l'Afrique avant de revenir aux Caraïbes. Une ségrégation saisonnière des individus se déroule en Amérique du Nord ouest en fonction des sexes et des tailles des animaux.
Le Requin bleu attaquant rarement l'homme, on ne le considère pas comme dangereux. La plupart des altercations ont lieu en eau profonde et près de petits bateaux ; les spécimens juvéniles qui vivent dans des zones constituant des nurseries peuvent parfois s'aventurer près du rivage. Treize attaques ont été recensées (de 1580 à 2012) dont quatre ont entrainé la mort.

Requin bleu près des Açores
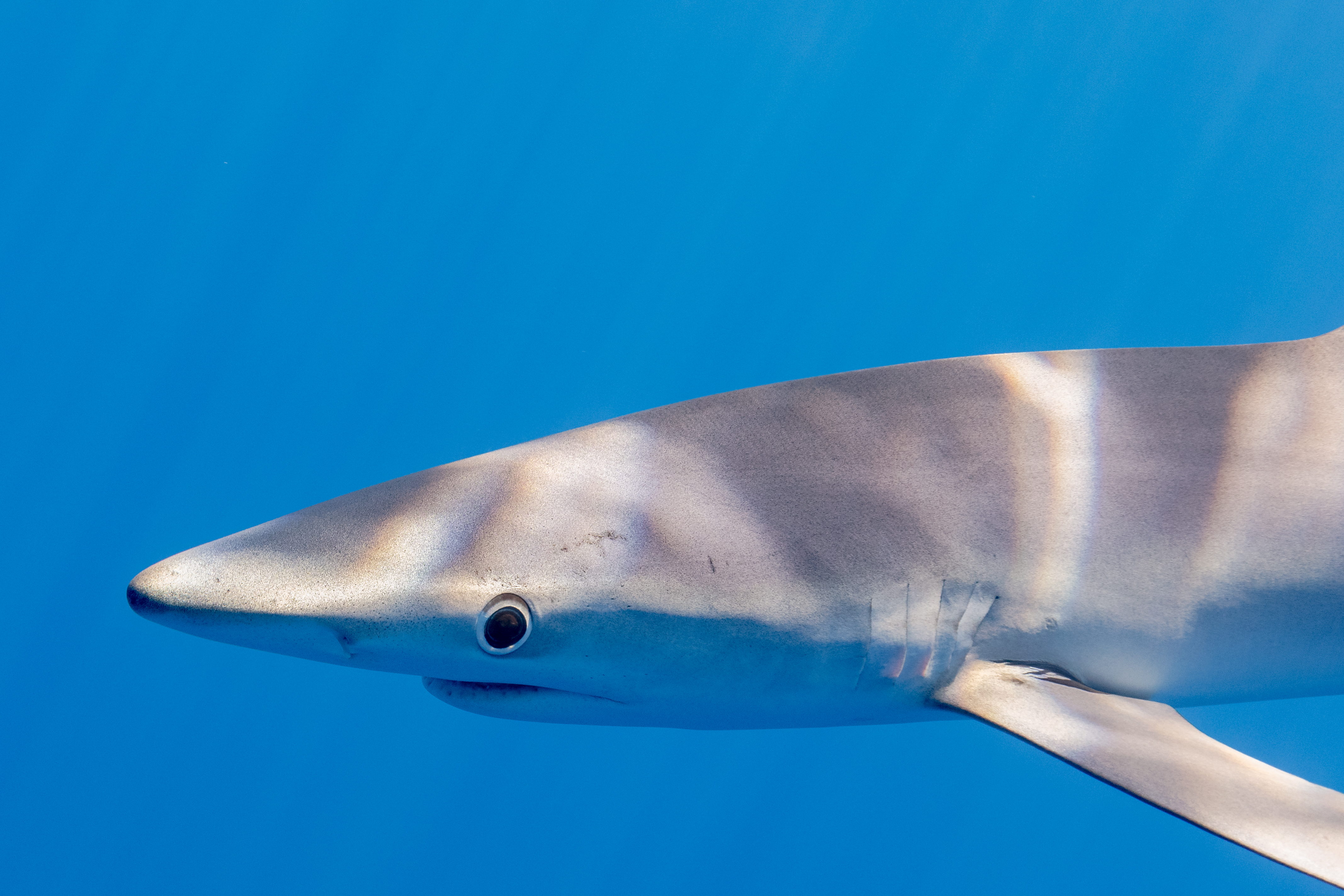
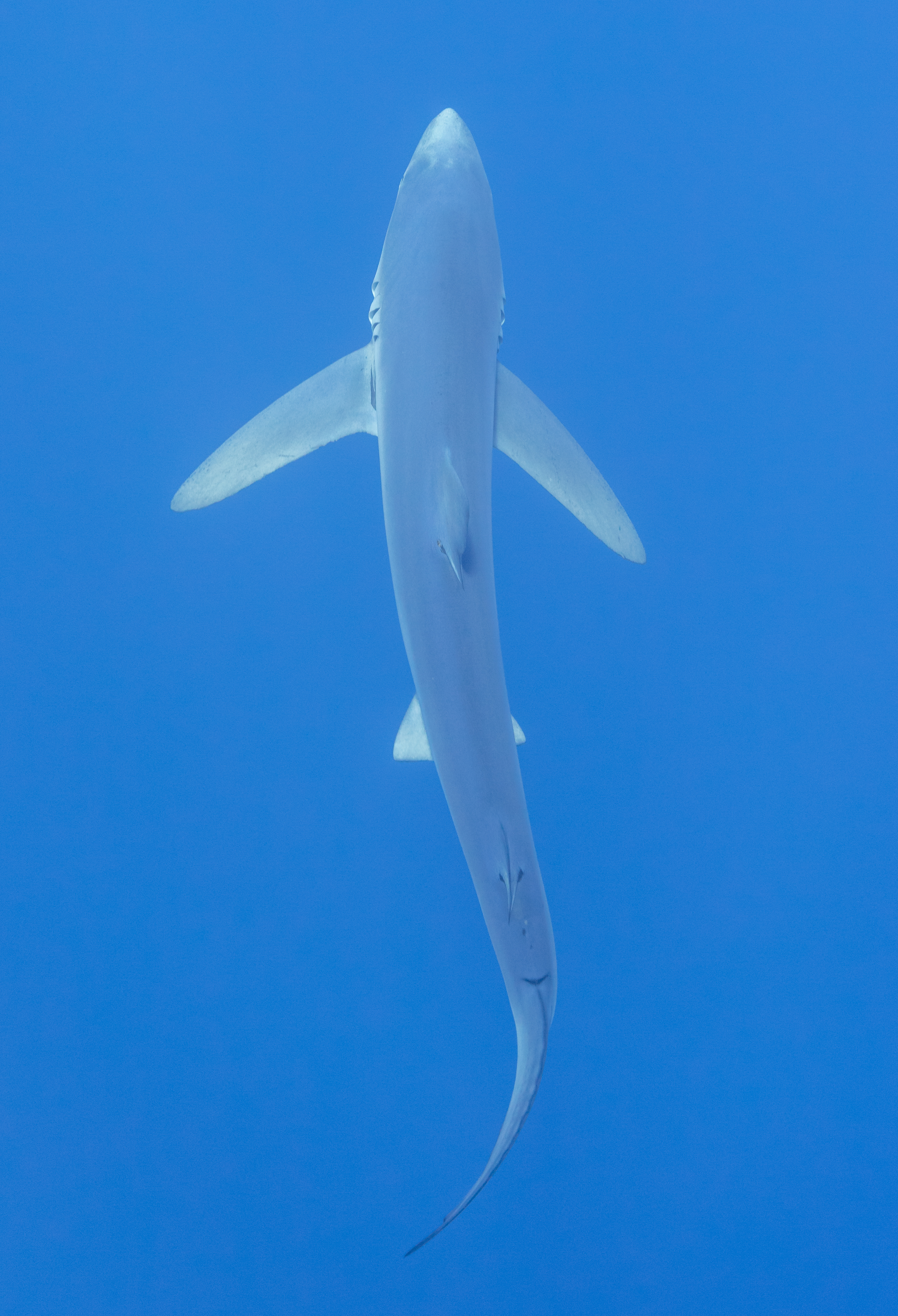
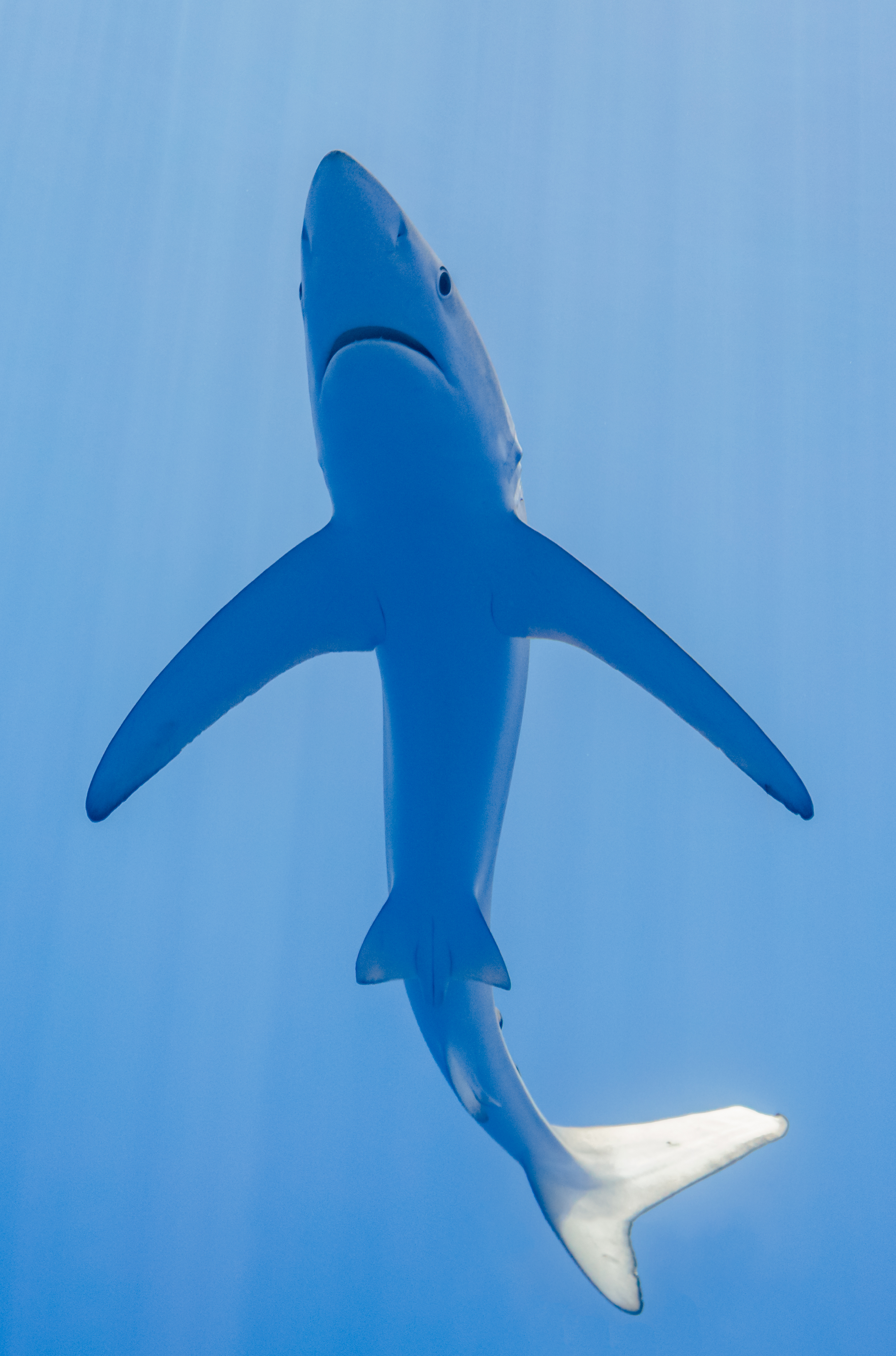
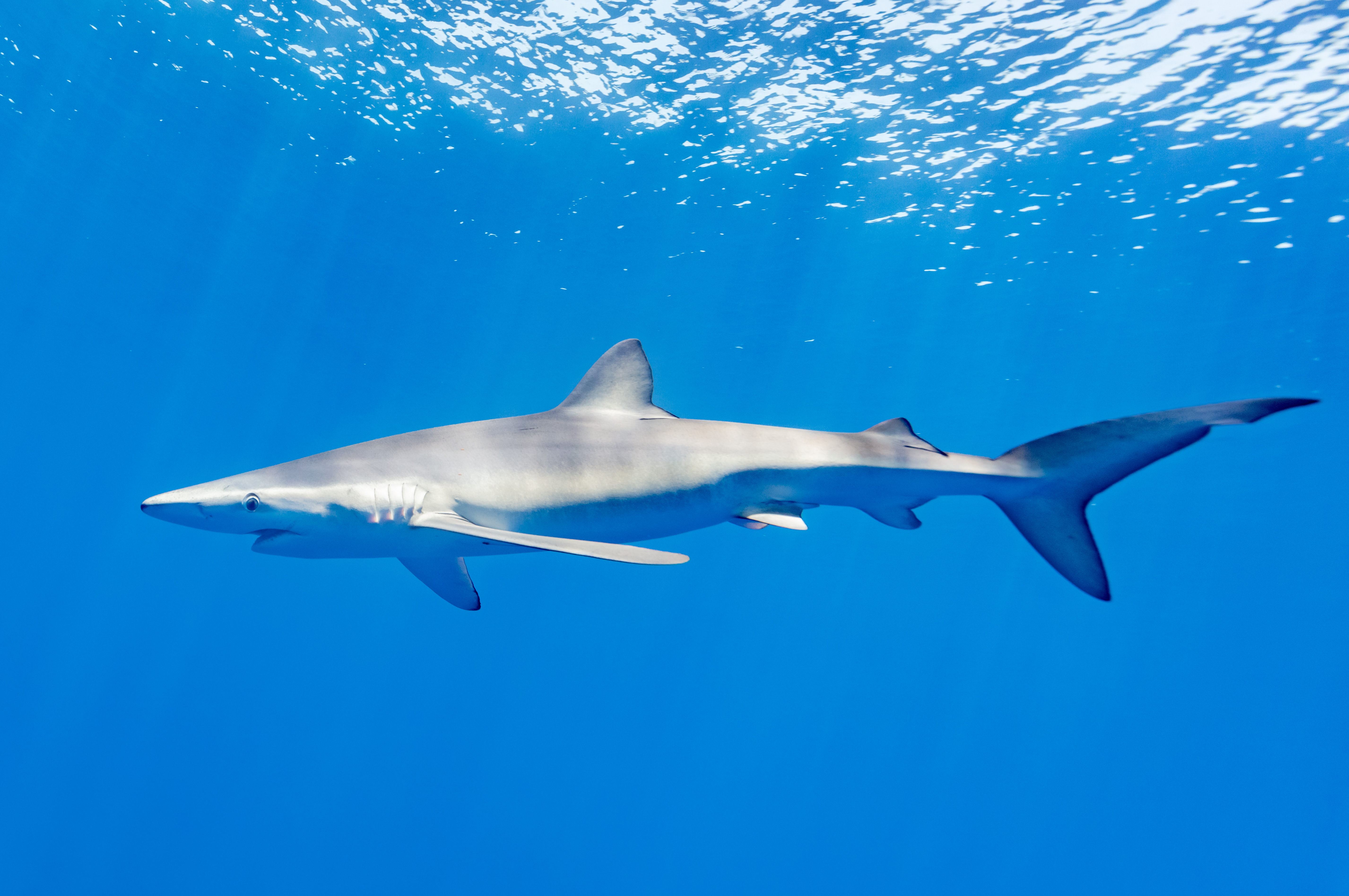
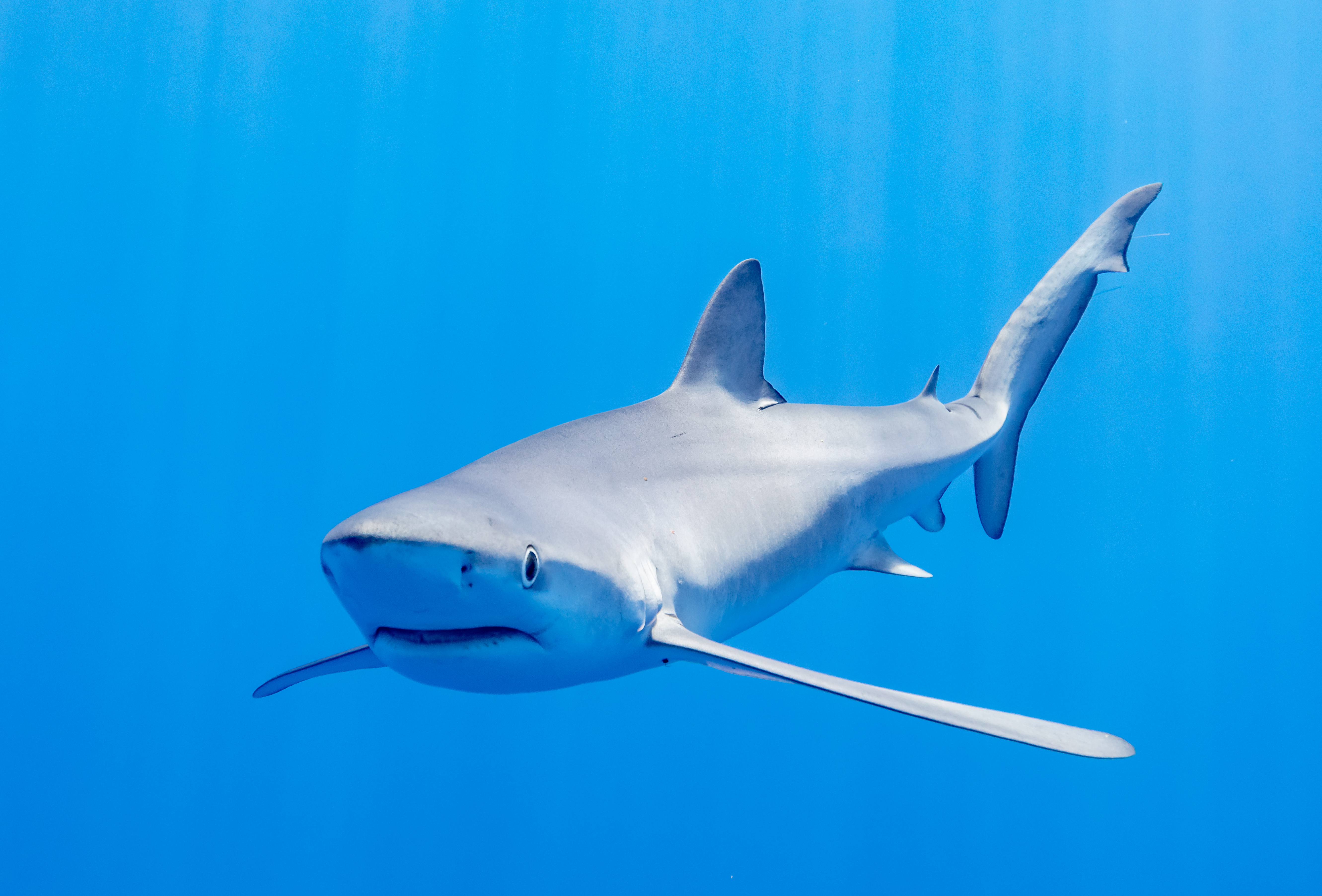
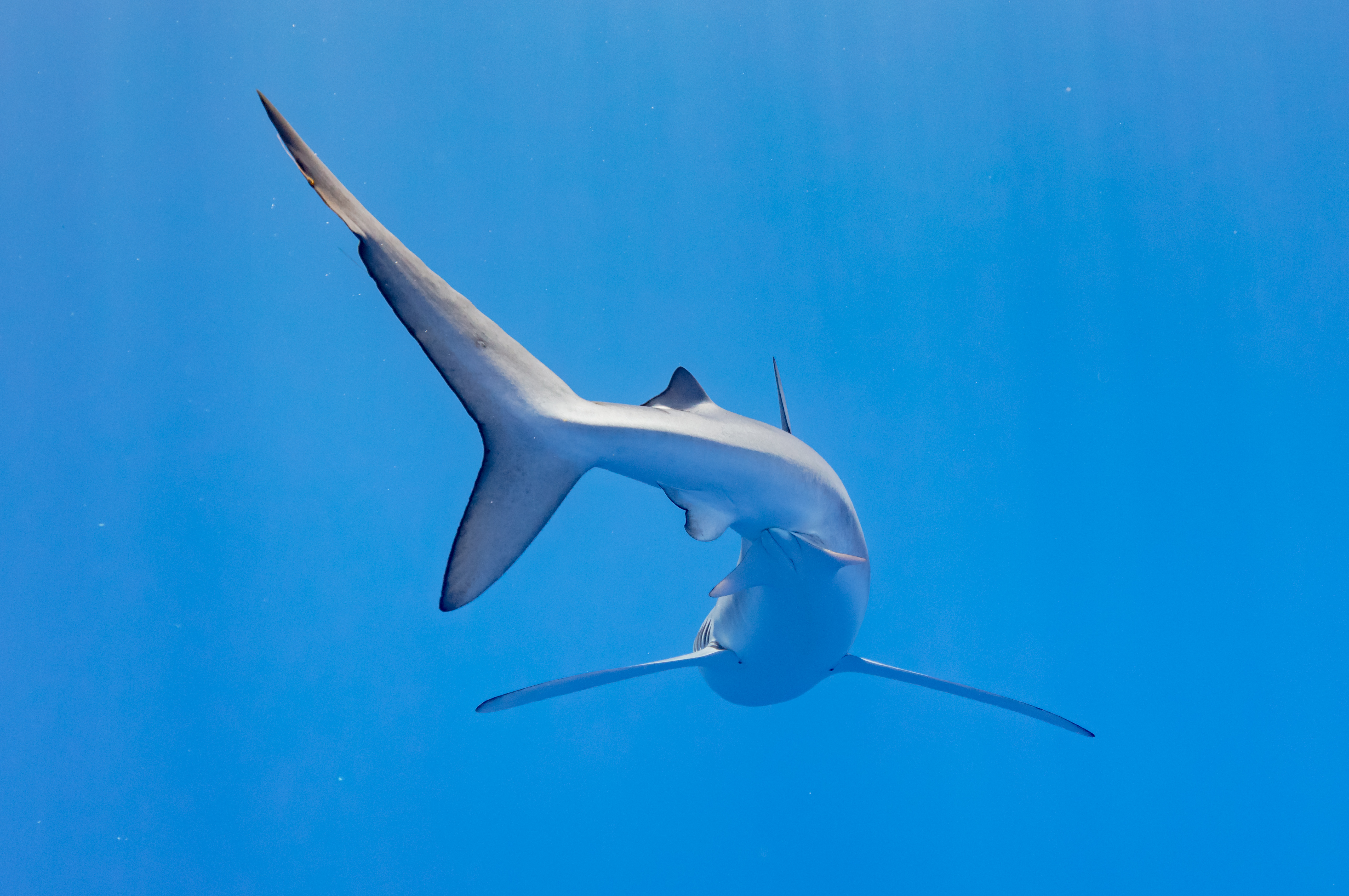

## Particularités
Un requin bleu a été marqué au large de Monterey en Californie et a été retrouvé quelques semaines plus tard au large du Japon. Ce requin est capable d'accélérer rapidement à des vitesses de l'ordre de 40 km/h.

## Les études menées en Méditerranée française
En Méditerranée, afin de suivre en temps réel leurs habitudes migratoires, l'aquarium du Grau-du-Roi a effectué des marquages de spécimens.
L'association Stellaris et l'Ifremer ont permis le balisage de nombreux individus à partir de balises MiniPAT, dont les résultats des suivis sont accessibles en ligne.
L’association AILERONS a coordonné au mois d’août 2011 deux campagnes de ce type au large de l’Hérault et des Pyrénées-Orientales, et organise chaque année des campagnes de prélèvement génétique. Le but des analyses financées par l’État français est de déterminer la taille de population efficace de cette espèce en Méditerranée française, c'est-à-dire le nombre d'individus reproducteurs. Les résultats sont attendus pour 2020 pour des analyses menées conjointement par AILERONS et le laboratoire CRIOBE. La répétition de ces opérations permet à long terme une surveillance des effectifs des populations de requins, et d'appuyer des mesures de protection. Le Golfe du Lion est aussi suspecté d'être une nurserie pour l'espèce en raison de la présence de nombreux nouveau-nés et de juvéniles.
En Corse, Corsica-Groupe de Recherche sur les Requins de Méditerranée, coordonne pour les eaux territoriales un programme destiné à recueillir des échantillons de tissus en vue d'analyses ADN sur des sujets vivants.

## Exploitation
Bien que présentant peu d'intérêt pour les pêcheries, ce requin fait l'objet d'une pêche accessoire soutenue par les palangriers pour ses ailerons. À l'échelle mondiale le tonnage des captures a plus que doublé entre 2000 et 2010, puis a légèrement diminué entre 2010 et 2016 mais n'atteignant pas le niveau d'avant 21e siècle. Ce requin est ciblé par la pêche professionnelle au Portugal et en Espagne. Il fait l'objet également de l'intérêt de la pêche sportive en tant que prise accessoire, en mordant aux hameçons destinés aux thons. C'est le requin le plus pêché dans le monde avec une production en 2019 de 110 000 t, dont 47 000 t par l'Espagne

## Conservation
En 2016, l'UICN considérait que ce requin n'était pas menacé à l'échelle mondiale mais en danger critique d'extinction en Méditerranée.
En juillet 2025, un petit spécimen a été aperçu au Grau-du-Roi.
En juillet 2025, un petit spécimen a été aperçu à Valras plage.

## Pollution
Le Requin bleu peut être aussi victime de la pollution plastique. On enregistre des cas de blessures provoquées par des bandes de cerclage sur des individus juvéniles. Les blessures sont majoritairement enregistrées sur la musculature dorsale, les nageoires pectorales ou encore les branchies.